# Homo rhodesiensis
Homo rhodesiensis ("rodezijski čovjek") je izumrla vrsta hominina koja pripada rodu Homo, opisan na temelju fosilnog nalaza tzv. lubanje Kabwe. Još morfološki sličnih ili istovjetnih ostataka pronađeno je u slojevima istog ili ranijeg razdoblja u južnoj Africi (Hopefield ili Saldanha), istočnoj Africi (Bodo, Ndutu, Eyasi, Ileret) i sjevernoj Africi (Salé, Rabat, Dar-es-Soltane, Djbel Irhoud, Sidi Aberrahaman, Tighenif). Starost ovih ostataka se kreće od 300 000 do 125 000 godina.
Neki znanstvenici smatraju da je Homo rhodesiensis istovjetna vrsta s Homo heidelbergensisom.

## Otkriće
Engleski paleontologArthur Smith Woodward je 1921. odredio fosilni uzorak Kabwe 1, poznat i kao lubanja iz Broken Hilla, ka referentni uzorak za Homo rhodesiensisa, dok ga danas većina znanstvenika klasificira kao Homo heidelbergensisa. The Ovu je ljudsku lubanju pronašao švicarski rudar Tom Zwiglaar 1921. godine u rudniku olova i cinka Broken Hill, u sjevernoj Rodeziji (danas Kabwe, Zambija). Osim lubanje pronađena je i jedna gornja čeljust druge jedinke, križna kost, goljenična kost, i dva fragmenta bedrene kosti. U doba pronalaska ova je lubanja nazvana "rodezijski čovjek", ali danas ju se obično naziva lubanjom iz Broken Hilla ili lubanjom Kabwe.
Odnos između pronađenih kostiju nije u potpunosti jasan, ali smatra se da fosilna goljenična i bedrena kost pripada istoj jedinki kojoj pripada lubanja. Rodezijski čovjek datiran je između 125 000 i 300 000 godina starosti. Kapacitet lubanje iz Broken Hill skulla procijenjen je na 1 230 cm³.  Bada, & al., (1974.) objavili su rezultate izravnog datiranja ovog primjerka metodom racemizacije asparaginske kiseline na 110 000 godina. Uništenje ovog paleoantropološkog nalazišta onemogućilo je datiranje putem geoloških slojeva.
Lubanja pripada izrazito robustnoj jedinki, s proporcionalno najširim očnim arkadama od bilo kojeg drugog fosila hominina. Opisano je da je imao široko lice, slično neandertalcu (širok nos i široke i izbočene očne arkade), te je često interpretiran kao "afrički neandertalac". Međutim, uzevši u obzir izrazito robustnu građu lubanje, moderna istraživanja otkrila nekoliko posrednih karakteristika između Homo sapiensa i neandertalca.

## Klasifikacija
U Africi postoji jasna razlika između ašelejenskog alata izrađenog prije i nakon 600 000 godina od današnjice. stariji alat bio je deblji i manje simetričan, dok je mlađi bio finije obrađen. Ova promjena mogla bi biti povezana s pojavom (300 000 godina kasnije) Homo rhodesiensisom u arheološkim zapisima, koji su možda pridonijeli ovom sofisticiranijem pristupu.
Rupert Murrill je proučavao odnos između lubanje Archanthropusa iz špilje Petralona u Grčkoj) i rodezijskog čovjeka. Većina stručnjaka danas smatra da se rodezijski čovjek može klasificirati pod vrstu Homo heidelbergensis iako su predložene alternativne klasifikacije kao Homo sapiens arcaicus i Homo sapiens rhodesiensis.
Po mišljenju Tima Whitea, vjerojatno je da je rodezijski čovjek predak Homo sapiensa idaltu, koji je pak predak Homo sapiens sapiensa. Lubanja rodezijskog čovjeka je jedna od najstarijih lubanja čiji su zubi pokazali tragove karijesa. Čak deset zuba bilo je teško oštećeno karijesom, što bi moglo ukazivati na jaku infekciju prisutnu neposredno prije smrti. Jedan od uzroka smrti ove jedinke mogla bi biti jaka zubna infekcija ili moguća kronična upala uha.

## Unutarnje poveznice
- Evolucija čovjeka
- Popis čovječjih evolucijskih fosila